# 知音號
知音號是中華人民共和國湖北省武漢市一艘停泊在漢江上的演藝船和蒸汽游轮，也是該國首艘演艺主题游轮以及首个移动漂移的剧院。知音号全长120米，宽22米，高15米，排水量4015吨，觀眾可容納1008人，船体共有4层甲板，98个舱室。知音號外觀模仿20世紀初武汉民生公司的江华轮。

## 歷史
知音號由武昌船舶重工集团建造，武汉旅游发展投资集团投資。2016年3月31日下水進行水面裝修作業。6月底交付。2016年9月6日，同名戲劇知音號正式對外公佈。知音號的故事情節背景為20世紀20至30年代的漢口市。。戲劇的運營方為武汉朝宗文化旅游有限公司，戲劇導演為樊跃。2017年5月20日，知音號在船上正式公演。

## 外部連結
- 官方网站